# Крушевиця (Славонський Шамаць)
Крушевиця (хорв. Kruševica) — населений пункт у Хорватії, у Бродсько-Посавській жупанії у складі громади Славонський Шамаць.

## Населення
Населення за даними перепису 2011 року становило 1173 осіб.
Динаміка чисельності населення поселення:

## Клімат
Середня річна температура становить 11,15 °C, середня максимальна – 25,54 °C, а середня мінімальна – -5,87 °C. Середня річна кількість опадів – 739 мм.
| Клімат поселення                              | Клімат поселення | Клімат поселення | Клімат поселення | Клімат поселення | Клімат поселення | Клімат поселення | Клімат поселення | Клімат поселення | Клімат поселення | Клімат поселення | Клімат поселення | Клімат поселення | Клімат поселення |
| Показник                                      | Січ.             | Лют.             | Бер.             | Квіт.            | Трав.            | Черв.            | Лип.             | Серп.            | Вер.             | Жовт.            | Лист.            | Груд.            |                  |
| Середній максимум, °C                         | 6,16             | 8,28             | 12,88            | 17,43            | 22,43            | 25,53            | 25,54            | 24,99            | 20,96            | 15,62            | 9,75             | 5,77             |                  |
| Середня температура, °C                       | 0,15             | 2,30             | 6,89             | 11,40            | 16,41            | 19,52            | 21,30            | 20,76            | 16,72            | 11,40            | 5,50             | 1,54             |                  |
| Середній мінімум, °C                          | −5,87            | −3,77            | 0,83             | 5,39             | 10,38            | 13,50            | 17,08            | 16,51            | 12,50            | 7,12             | 1,25             | −2,71            |                  |
| Норма опадів, мм                              | 48               | 45               | 46               | 56               | 66               | 95               | 70               | 64               | 54               | 65               | 71               | 59               |                  |
| Середньомісячна швидкість вітру, м/с          | 1.88             | 2.10             | 2.41             | 2.30             | 2.10             | 1.93             | 1.91             | 1.79             | 1.70             | 1.80             | 1.86             | 1.90             |                  |
| Середньомісячна сонячна радіація, кДж/м²·день | 4386             | 7087             | 11032            | 15495            | 19334            | 21244            | 22415            | 20605            | 15105            | 9418             | 4934             | 3660             |                  |
| --------------------------------------------- | ---------------- | ---------------- | ---------------- | ---------------- | ---------------- | ---------------- | ---------------- | ---------------- | ---------------- | ---------------- | ---------------- | ---------------- | ---------------- |
| Джерело:                                      |                  |                  |                  |                  |                  |                  |                  |                  |                  |                  |                  |                  |                  |